# Handball-Bundesliga 2023-2024
L'Handball-Bundesliga 2023-2024, conosciuta come Daikin Bundesliga 2023-2024 per motivi di sponsorizzazione, è stata la 59ª edizione del torneo di primo livello del campionato tedesco di pallamano maschile.

## Squadre partecipanti
Partecipano 18 squadre da tutta la Germania. Di queste, 16 sono qualificate dalla stagione 2022–23 mentre le altre due sono promosse dalla 2. Handball-Bundesliga: HBW Balingen-Weilstettan, i campioni e ThSV Eisenach come seconda.
| Squadra              | Città                         | Arena                           | Capacità           |
| -------------------- | ----------------------------- | ------------------------------- | ------------------ |
| Füchse Berlino       | Berlino                       | Max-Schmeling-Halle             | 9.000              |
| Balingen-Weilstetten | Balingen                      | Sparkassen-Arena Porsche-Arena  | 2.320 6.181        |
| Gummersbach          | Gummersbach                   | Schwalbe Arena                  | 4.132              |
| Stoccarda            | Bittenfeld                    | SCHARRena Porsche-Arena         | 2.251 6.211        |
| Eisenach             | Eisenach                      | Werner Aßmann Halle             | 3.100              |
| Amburgo              | Amburgo                       | Alsterdorfer Sporthalle         | 7.000              |
| Erlangen             | Erlangen                      | Arena Nürnberger Versicherung   | 8.308              |
| Flensburg-Handewitt  | Flensburgo                    | Flens-Arena                     | 6.300              |
| Frisch Auf Göppingen | Göppingen                     | EWS Arena                       | 5.600              |
| Hannover-Burgdorf    | Hannover                      | ZAG Arena Swiss Life Hall       | 9.850 4.150        |
| Kiel                 | Kiel                          | Wunderino Arena                 | 10.285             |
| Lipsia               | Lipsia                        | Arena Leipzig                   | 6.327              |
| Lemgo                | Lemgo                         | Lipperlandhalle                 | 4.790              |
| Magdeburgo           | Magdeburgo                    | GETEC Arena                     | 6.800              |
| Melsungen            | Melsungen                     | Rothenbach-Halle                | 4.300              |
| Bergischer           | Wuppertal Solingen Düsseldorf | Uni-Halle Klingenhalle ISS Dome | 3.200 2.800 12.500 |
| Rhein-Neckar Löwen   | Mannheim                      | SAP Arena                       | 13.200             |
| Wetzlar              | Wetzlar                       | Buderus Arena                   | 4.421              |

## Classifica finale
| Pos | Squadra                  | G  | V  | N | P  | GF   | GS   | DG   | Pt | Qualificazione o retrocessione |
| --- | ------------------------ | -- | -- | - | -- | ---- | ---- | ---- | -- | ------------------------------ |
| 1   | SC Magdeburgo            | 34 | 30 | 2 | 2  | 1135 | 927  | +208 | 62 | Champions League               |
| 2   | Füchse Berlino           | 34 | 26 | 4 | 4  | 1107 | 996  | +111 | 56 | Champions League               |
| 3   | SG Flensburg-Handewitt   | 34 | 23 | 4 | 7  | 1107 | 981  | +126 | 50 | European League                |
| 4   | THW Kiel                 | 34 | 22 | 3 | 9  | 1089 | 987  | +102 | 47 | European League                |
| 5   | MT Melsungen             | 34 | 20 | 4 | 10 | 973  | 935  | +38  | 44 | European League                |
| 6   | VfL Gummersbach          | 34 | 20 | 3 | 11 | 1060 | 1020 | +40  | 43 | European League                |
| 7   | TSV Hannover-Burgdorf    | 34 | 17 | 5 | 12 | 1000 | 994  | +6   | 39 |                                |
| 8   | SC DHfK Leipzig          | 34 | 15 | 3 | 16 | 995  | 978  | +17  | 33 |                                |
| 9   | HSV Amburgo              | 34 | 13 | 4 | 17 | 1013 | 1077 | −64  | 30 |                                |
| 10  | TBV Lemgo                | 34 | 12 | 4 | 18 | 978  | 978  | 0    | 28 |                                |
| 11  | TVB Stoccarda            | 34 | 12 | 2 | 20 | 996  | 1048 | −52  | 26 |                                |
| 12  | Rhein-Neckar Löwen       | 34 | 12 | 2 | 20 | 961  | 1022 | −61  | 26 |                                |
| 13  | HSG Wetzlar              | 34 | 12 | 2 | 20 | 924  | 999  | −75  | 26 |                                |
| 14  | ThSV Eisenach            | 34 | 11 | 2 | 21 | 951  | 1012 | −61  | 24 |                                |
| 15  | Frisch Auf Göppingen     | 34 | 10 | 3 | 21 | 965  | 1019 | −54  | 23 |                                |
| 16  | HC Erlangen              | 34 | 10 | 2 | 22 | 901  | 972  | −71  | 22 |                                |
| 17  | Bergischer HC            | 34 | 9  | 2 | 23 | 965  | 1047 | −82  | 20 | Retrocessione                  |
| 18  | HBW Balingen-Weilstetten | 34 | 5  | 3 | 26 | 903  | 1031 | −128 | 13 | Retrocessione                  |